# Боркі-Розовські
Боркі-Розовські (пол. Borki Rozowskie, нім. Borken bei Farienen) — село в Польщі, у гміні Розоги Щиценського повіту Вармінсько-Мазурського воєводства.
Населення — 94 особи (2011).
У 1975-1998 роках село належало до Остроленцького воєводства.

## Демографія
Демографічна структура станом на 31 березня 2011 року:
|          | Загалом | Допрацездатний вік | Працездатний вік | Постпрацездатний вік |
| -------- | ------- | ------------------ | ---------------- | -------------------- |
| Чоловіки | 42      | 6                  | 33               | 3                    |
| Жінки    | 52      | 14                 | 31               | 7                    |
| Разом    | 94      | 20                 | 64               | 10                   |